# Artúr Görgei

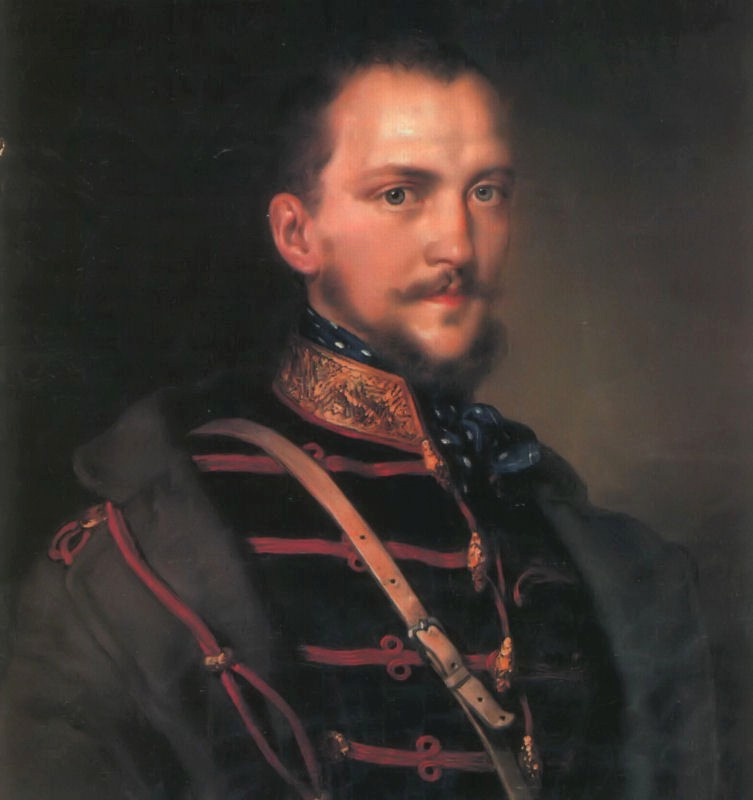
Artúr Görgei von Görgő und Toporc, Gemälde von Miklós Barabás

Artúr (Arthur) Görgey von Görgő und Toporc (* 30. Januar 1818 in Toporec (ungarisch Toporc), damals Komitat Zips, heute Slowakei; † 21. Mai 1916 in Budapest) war ein ungarischer General und Politiker während der Revolution von 1848 und gilt als interner Gegenspieler des Revolutionsführers Lajos Kossuth. Seit der Revolution schrieb er sich in Verzicht auf die adelige Endung -y Görgei.

## Laufbahn
Görgey trat 1837 als Leutnant in die königlich ungarische Leibgarde ein. Nach dem Tod seines Vaters schied er 1845 aus der Armee aus und ging nach Prag, wo er an der Karls-Universität Chemie studierte.
1848 trat er mit dem Rang eines Hauptmanns in die ungarische Honvédarmee ein und beteiligte sich auf nationaler Seite am Ungarischen Unabhängigkeitskrieg. Zum Major befördert, erhielt er den Auftrag, die mobilen Nationalgarden rechts der Theiß zu organisieren. Ende September wurde Görgei (so die ab 1848 verwendete selbstgewählte Namensschreibweise, die einen Verzicht auf die adelige Endung -y bedeutete) dem anrückenden Banus Jelačić, der für die Kaiserlichen kämpfte, zur Insel Csepel entgegengeschickt. Hier ließ er am 2. Oktober 1848 den Grafen Ödön Zichy (1809–1848) hinrichten, der mit einer Proklamation des Ban angetroffen worden war.
Nachdem der Ban am 29. September in der Schlacht bei Pákozd geschlagen worden war und einen Waffenstillstand einging, wandte er sich mit seinen Truppen eilig nach Wien, ohne seine Reserve über die Niederlage zu informieren. Währenddessen schloss sich Görgei mit seiner Abteilung dem Korps des Obersten Mór Perczel (1811–1899) an und zwang die kaiserlichen Reserve-Truppen (9.000 Mann), die eigentlich den rechten Flügel des Ban hätten schützen müssen, am 7. Oktober bei Ozora zur Kapitulation. Dafür wurde er tags darauf zum Oberst ernannt. Nach der Schlacht bei Schwechat folgte Görgei am 15. November dem General János Móga (1784–1861) im Oberkommando der ungarischen Nordarmee und wurde gleichzeitig zum General befördert. Als der kaiserliche Feldherr Windisch-Grätz nach Ungarn einmarschierte, zog sich Görgei über Raab und Pest nach Waitzen zurück, wo er am 5. Januar 1849 eine Proklamation erließ, mit der alle Schuld an den bisherigen Misserfolgen auf den Landesverteidigungsausschuss geschoben wurde. Er verkündete, nur die von König Ferdinand gebilligte Verfassung zu verteidigen. Von Waitzen aus übernahm er die wichtige Funktion, die Österreicher vom kürzesten Weg nach Debrecen abzubringen, dem provisorischen Regierungssitz Ungarns. Er löste die Aufgabe sehr geschickt, indem er den Feind durch einen vorgetäuschten Rückzug in die Berge lockte.
Im Februar 1849 erhielt der Pole Henryk Dembiński das Oberkommando der Aufständischen, weil der Landesverteidigungsausschuss und die Regierung tiefes Misstrauen gegen Görgei hegten. Zutiefst gekränkt, kam Görgei seinen Aufgaben nur noch schleppend nach. In der Schlacht bei Kápolna vom 26. bis 28. Februar kam er mit seinem Korps zu spät, so dass die Schlacht unentschieden ausging. Daraufhin wurde Dembiński des Oberkommandos enthoben und Antal Vetter (1803–1882) wurde sein Nachfolger. Vetter erkrankte jedoch, und so erhielt Görgei den Oberbefehl Anfang April 1849 zurück. Er schlug am 4. April sein Hauptquartier bei Nagykáta auf.
Im nun folgenden Aprilfeldzug stellte Görgei seine Fähigkeiten als Kriegsführer durch eine beeindruckende Reihe von Siegen unter Beweis, u. a. am 4. April 1849 im Gefecht von Tápióbicske, am 10. April bei Waitzen und am 26. April in der Schlacht bei Komorn. Anstatt offensiv über die österreichische Grenze zu gehen, wandte er sich anschließend Ofen zu, das die Österreicher unter General Hentzi noch besetzt hielten, und nahm nach dreiwöchiger Belagerung die Ofener Festung am 21. Mai ein. Die Würde eines Feldmarschalls, die ihm Kossuth zum Dank anbot, lehnte Görgei ab, übernahm aber das ihm angetragene Amt des Kriegsministers in der Regierung Szemere.
Danach ließ Görgei drei Wochen untätig verstreichen, während die Russen gemäß dem russisch-österreichischen Interventionsvertrag an mehreren Stellen über die Grenze nach Ungarn eindrangen. Eifersucht und Meinungsverschiedenheiten zwischen Görgei und Kossuth führten zu einer verhängnisvollen Wendung. Görgei unterlag gegen den kaiserlichen Befehlshaber Haynau am 21. Juni mit seiner Hauptarmee in der Schlacht von Pered und weigerte sich, den Rückzug in Richtung auf die Theiß anzutreten. Durch das weitere Vordringen der Russen im Osten vom Regierungssitz Szegedin abgeschnitten, stellte er sich den Kaiserlichen am 2. Juli 1849 in der Schlacht bei Ács vor Komorn zur Schlacht, erlitt aber eine Niederlage. Er musste sich auf die Festung zurückziehen und begann nach einer weiteren Niederlage am 13. Juli den Abmarsch in Richtung zur Theiß. Die Russen verfolgten ihn zwar, holten ihn aber nicht ein, sodass er am 8. August unbehelligt in Arad eintraf. General Dembiński erlitt derweil gegen Haynau am 9. August in der Schlacht bei Temesvar eine vollständige Niederlage. Die Depesche traf tags darauf bei Görgei ein. Bereits vorher hatte Görgei Kossuth gegenüber erklärt, dass er in so einem Fall sofort die Waffen niederlegen werde.
Gleichzeitig hatte die ungarische Regierung – auch auf Drängen Görgeis – den Beschluss gefasst, dem Zaren von Russland die ungarische Krone anzutragen. Görgei stand mit den Russen schon seit dem 21. Juli in Verbindung und sollte mit der Umsetzung des Beschlusses beauftragt werden. Nun forderte Görgei Kossuth zum Rücktritt auf und verlangte, ihm selbst die höchste Gewalt zu übertragen. Am 11. August erhielt Görgei die Diktatur und ergab sich zwei Tage später mit 20.000 Mann Infanterie, 2.000 Mann Kavallerie und 130 Geschützen im Flecken Világos den russischen Truppen unter General Friedrich Alexander von Rüdiger (1783–1856) auf Gnade und Ungnade.
Görgei wurde nach seiner Kapitulation begnadigt und in Klagenfurt interniert, wo er bis 1867 als Privatmann und Chemiker in der Moroschen Tuchfabrik in Viktring tätig war. Dann kehrte er nach Ungarn zurück und wurde 1872 bei der Eisenbahnlinie Schäßburg-Reps der Siebenbürgischen Ostbahn angestellt.

## Schriften
- Görgey und die Capitulation bei Világos. Von einem Officiere des Generalstabs der ungarischen Armee. Otto Wigand, Leipzig 1850.
- Mein Leben und Wirken in Ungarn in den Jahren 1848 und 1849. Zwei Bände. F. A. Brockhaus, Leipzig 1852.
- Briefe ohne Adresse. Deutsche Originalausgabe, … aus dem ungarischen Originalmanuscript übersetzt. F. A. Brockhaus, Leipzig 1867.